# Vera Lúcia Machado

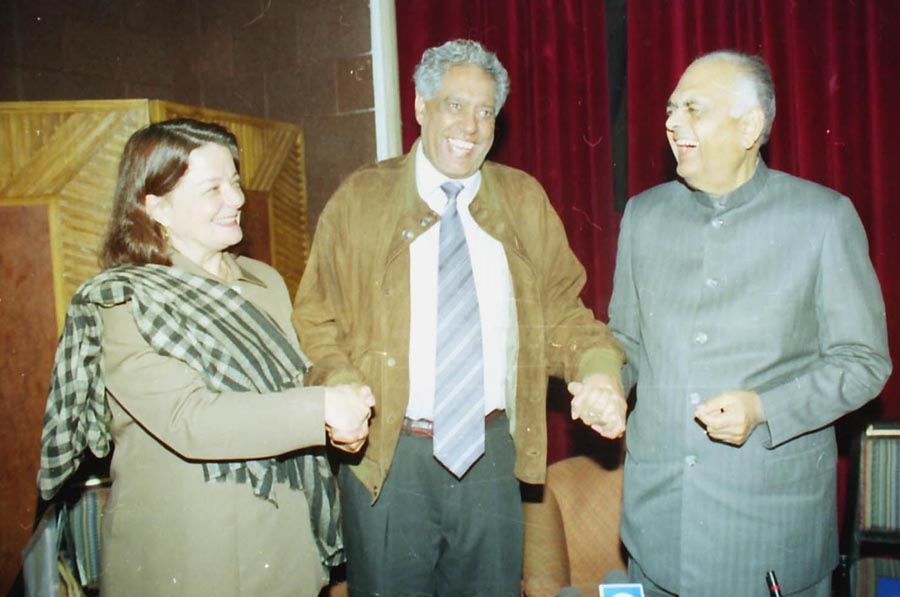
Vera Machado (2004)

Vera Lúcia Barrouin Crivano Machado (* 14. Juli 1946 in Rio de Janeiro) ist eine brasilianische Diplomatin.

## Leben
Vera Lúcia Barrouin Crivano Machado ist die Tochter von Maria Lessa Barrouin Mello und Clovis Barrouin Mello. Sie wurde am 24. Oktober 1968 zur Gesandtschaftssekretärin dritter, am 22. August 1972 zweiter und am 23. Dezember 1985 erster Klasse befördert. Am 22. Juni 1983 wurde sie Botschaftsrätin, am 19. Dezember 1990 Gesandte zweiter und am 30. Dezember 1998 Gesandte erster Klasse. 1968 trat sie in den auswärtigen Dienst. Von 1970 bis 1971 wurde sie in der Abteilung Internationale Atomenergie-Organisation beschäftigt. 1974 war sie in Mexiko-Stadt Gesandtschaftssekretärin zweiter Klasse. 1976 war sie in Madrid Gesandtschaftssekretärin erster Klasse. 1979 wurde sie mit einer Schleife in den Orden de Isabel la Católica aufgenommen. 1980 war sie Assistentin in der Abteilung Handelspolitik. 1981 leitete sie die brasilianische Delegation zur Konferenz über Handel zwischen Entwicklungsländern in Ljubljana, und eine Delegation nach Manila. 1982 nahm sie an einer Konferenz zum Nord-Süd-Dialog der Escola de Administração Fazendária in Brasilila teil. 1983 wurde sie zur Leiterin der Abteilung Ozeanien ernannt. 1984 wurde sie mit den Ordem do Mérito Naval ausgezeichnet. 1986 wurde sie zur Leiterin der Abteilung Energie und Bodenschätze ernannt, leitete die brasilianische Delegation zur Konferenz der Zinnproduzierenden Länder in Jakarta und wurde an der Botschaft in Washington, D.C. zur Gesandten befördert.
1987 leitete sie die brasilianische Delegation auf einer Konferenz zur Kernenergie in Rio de Janeiro. 1990 wurde sie Kommandeurin im Orden Mayo al Mérito und leitete die brasilianische Delegation bei einem Treffen zum Montreal-Protokoll. 1991 war sie Generalkonsulin in Miami. 1995 leitete sie die Abteilung Öffentlichkeitsarbeit und wurde mit dem Großkreuz des Ordens Bernardo O’Higgins sowie des Verdienstordens der Bundesrepublik Deutschland ausgezeichnet. 1996 wurde sie mit dem Großkreuz des Verdienstordens der Italienischen Republik und mit einem Schmetterling des Ordens der Edlen Krone ausgezeichnet, wurde zur Leiterin der Abteilung Asien und Ozeanien ernannt und hielt Vorlesungen zum Curso de Altos Estudos am Instituto Rio Branco zum Thema Die Volksrepublik China, wirtschaftliche Reformen und die Beziehungen zu Brasilien. 1997 leitete sie eine Delegation zur brasilianischen Koreapolitik. 1998 veröffentlichte sie ein Essay zu: China: Situação e Perspectiva, Fórum Nacional de 1998, in O Brasil e o Mundo no Limiar do Novo Século, coord. João Paulo dos Reis Velloso, José Olympio Editora, Rio de Janeiro.
1999 war sie Botschafterin in Neu-Delhi. Von 2000 bis 2003 war sie Botschafterin in Colombo und war bei den Regierungen in Katmandu und Malé akkreditiert. 2001 leitete sie die brasilianische Delegation zum Montreal-Protokoll in Colombo. 2002 wurde sie mit einem Großkreuz in den Orden von der Medalha do Pacificador aufgenommen, leitete vom 23. Oktober bis 1. November 2002 die brasilianische Delegation bei der UN-Klimakonferenz in Neu-Delhi und wurde mit dem Großkreuz des Rio-Branco-Ordens (Ordem de Rio Branco) ausgezeichnet.
Von 2004 bis 2008 war sie Botschafterin beim Heiligen Stuhl und gleichzeitig beim Malteserorden akkreditiert. 2007 wurde sie mit dem Großkreuz des Piusordens ausgezeichnet.
Seit 12. Juli 2012 ist sie Botschafterin bei der Europäischen Union in Brüssel.